# Leiterbock

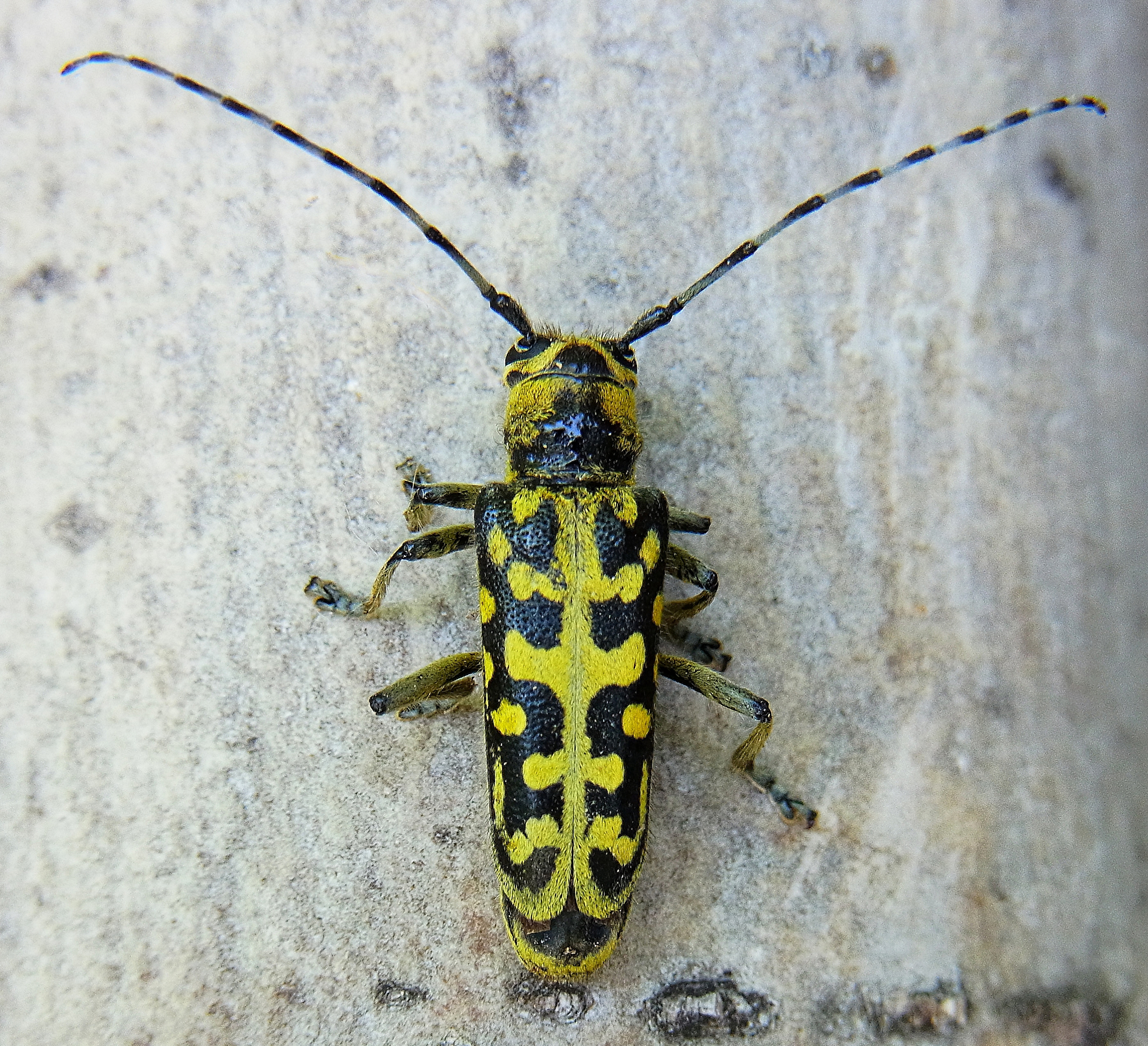
Aufsicht

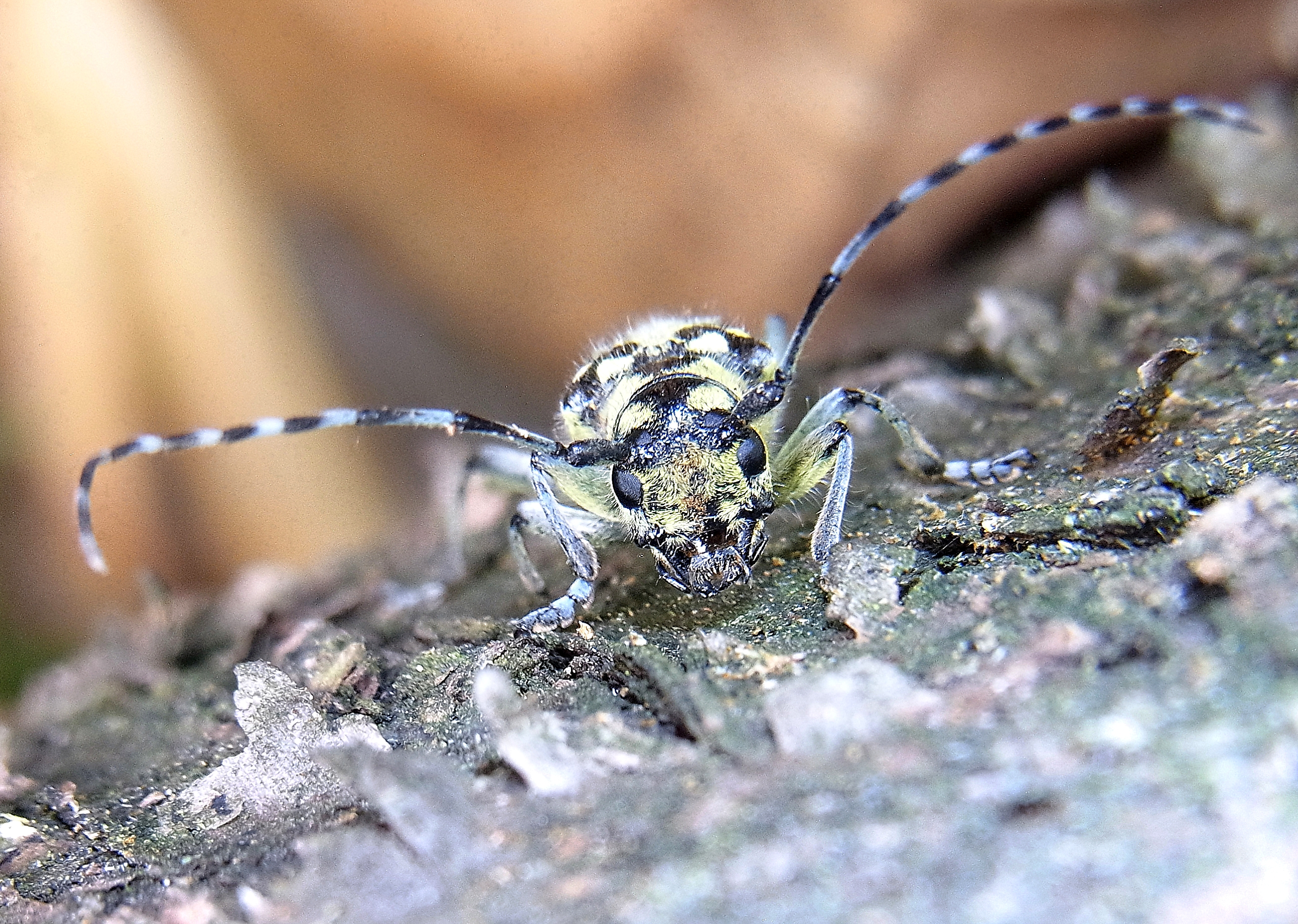
Vorderansicht

Der Leiterbock (Saperda scalaris) ist ein Käfer aus der Familie der Bockkäfer (Cerambycidae).

## Merkmale
Die Käfer werden 12 bis 18 Millimeter lang. Ihr Körper ist schwarz und trägt ein komplexes Muster aus leuchtend gelben bis grünen behaarten Partien. Selten gibt es Exemplare mit heller oder gräulicher Färbung. Vor allem die Deckflügel sind eher gelbgrün gefärbt, Kopf und Halsschild eher gelb. Die farbigen Partien bilden einen Streifen entlang der Flügeldeckennaht von dem links und rechts insgesamt fünf "Leitersprossen" abzweigen. Die Gelbfärbung kann auch überwiegen, so dass es aussieht, als ob der Käfer ein schwarzes Muster tragen würde. Die Beine sind gelbgrau, die Fühler sind hellgrau gefärbt, am Ende jedes Segments sind sie aber dunkel.

## Vorkommen
Die Tiere kommen in der gesamten Paläarktis auch in höheren Lagen vor. Sie leben in feuchten Laubwäldern und auf Schotterfluren und sind meist nur vereinzelt zwischen April und Juni/Juli anzutreffen.

## Lebensweise
Die Männchen sitzen meist in Baumkronen, seltener findet man sie auf Blüten. Die Weibchen findet man auf gefälltem Laubholz. Die Larven entwickeln sich in Totholz und krankem Holz vieler verschiedener Laubhölzer, wie z. B. in Eichen, Buchen, Ulmen, Birken, Weiden, Haselnuss usw. Die Weibchen legen ihre Eier in einer gebissenen Furche ab. Die daraus schlüpfenden Larven benötigen für ihre Entwicklung zwei bis drei Jahre.